# Steve Genter

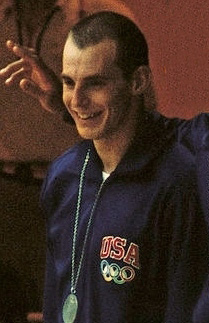
Steve Genter 1972

Robert Steven "Steve" Genter, född 4 januari 1951 i Artesia i Kalifornien, är en amerikansk före detta simmare.
Genter blev olympisk guldmedaljör på 4 x 200 meter frisim vid sommarspelen 1972 i München.